# Oligonychus amiensis
Oligonychus amiensis är en spindeldjursart som beskrevs av Ehara och Toshikazu Gotoh 2007. Oligonychus amiensis ingår i släktet Oligonychus och familjen Tetranychidae. Inga underarter finns listade i Catalogue of Life.